# 佐世保港
佐世保港（させぼこう）は、九州の西北部、長崎県北地域の中央に位置する港湾。港湾管理者は長崎県佐世保市。港湾法上の重要港湾、港則法上の特定港に指定されている。美称は葉港。
古くから軍港として栄え、国防の要の港として、県北地区の物流の拠点としての商港としての役割を担っている。
国道384号は当港から新上五島町有川港までが海上区間となる。

## 概要
港湾法による佐世保港としての区域面積は佐世保市内の相浦から九十九島海域、早岐水道まで含めた約57,781,800平方メートル。
港の主な区域を占める佐世保湾は外海との出入口が1ヶ所しかなく、湾内は水深が深い「廻れば七里」と謳われた日本最大の天然の良港である。この地勢に着目した旧日本海軍（以下「海軍」）が1889年に佐世保鎮守府を設置して以来軍港として発展してきた。第二次世界大戦後はアメリカ海軍（第7艦隊）と海上自衛隊（佐世保地方隊）の基地が置かれている。米軍施設水域の協定により、佐世保港施設水域の錨地は米海軍佐世保基地司令官が管理している。その影響で佐世保港区水域の約80.5%が制限水域となっている。
防衛上西日本、南西諸島の主力拠点の一つであり、令和2年7月時点では海上自衛隊の護衛艦15隻（地方隊含む）と米海軍の揚陸艦及び掃海艇等9隻が本港を母港としている。さらに、平成29年度に水陸機動団が相浦駐屯地に設置され、佐世保港内の崎辺地区においても自衛隊の利活用のための整備が進められてきている。詳細は佐世保基地、「令和3年度 基地読本」参照。
防衛上の拠点港だけでなく商港としての開発も行っている。「ポートルネッサンス21計画」による再開発等で港湾機能の活性化を目指している。ポートルネッサンス21計画については下記を参照。
また、俵ケ浦半島の北側から平戸までの約25キロメートルの海上に、「九十九島」と呼ばれている大小の島々が浮かび、その景観のすばらしさから西海国立公園となっている。

## 施設

### 立神・平瀬地区
- 佐世保重工業
- 米海軍佐世保基地

### 三浦・倉島地区

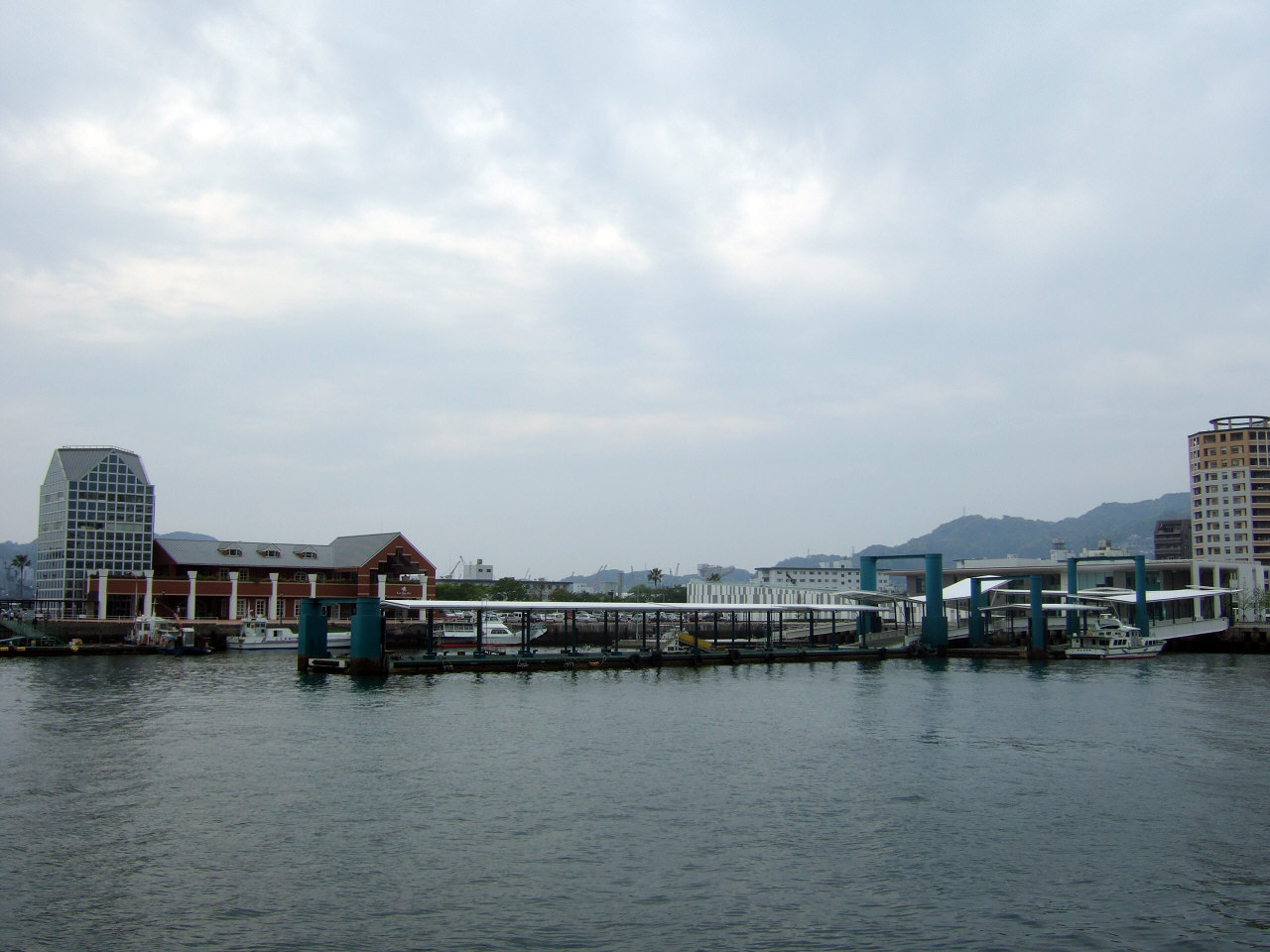
万津・鯨瀬埠頭

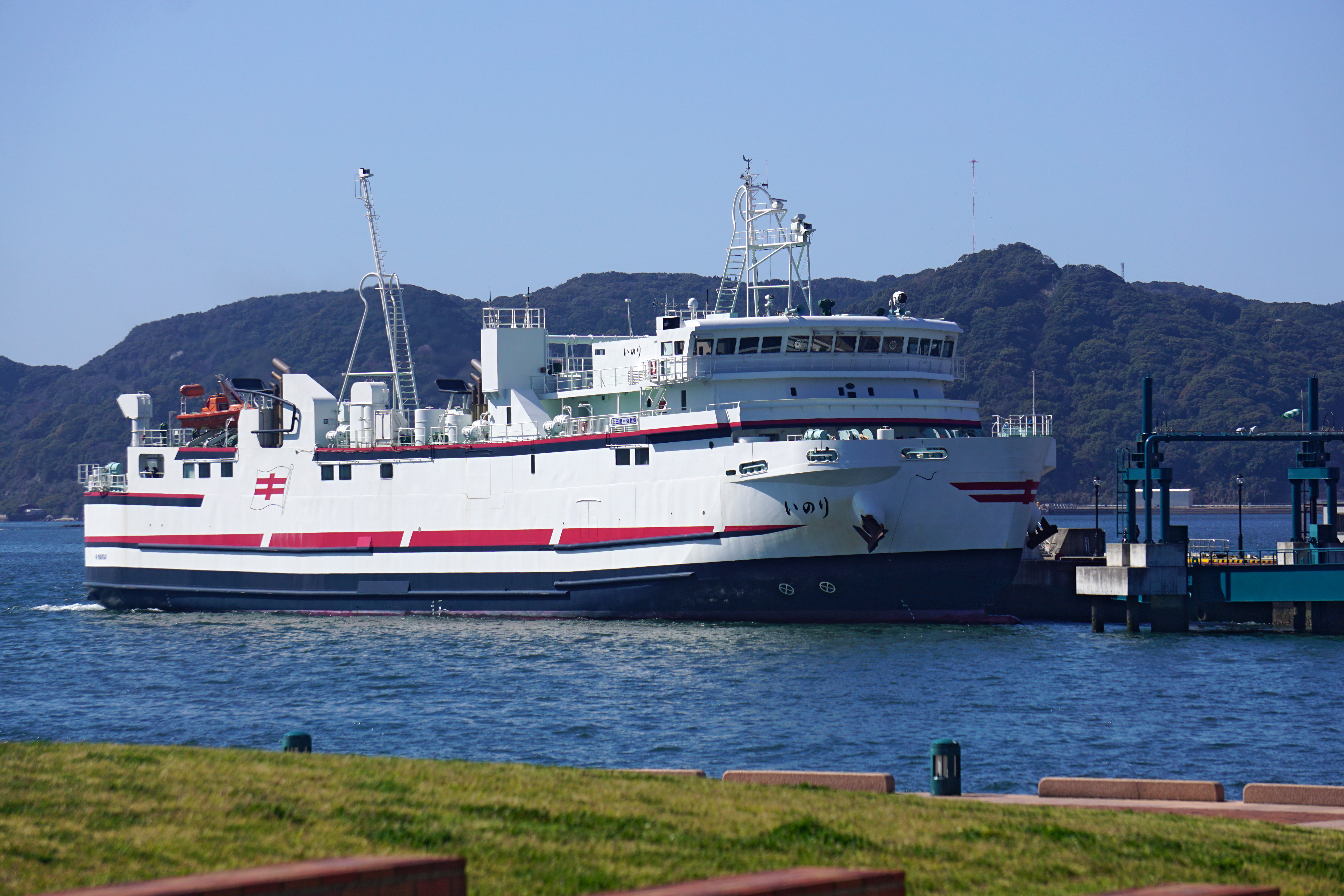
鯨瀬ターミナルに接岸するフェリー「いのり」

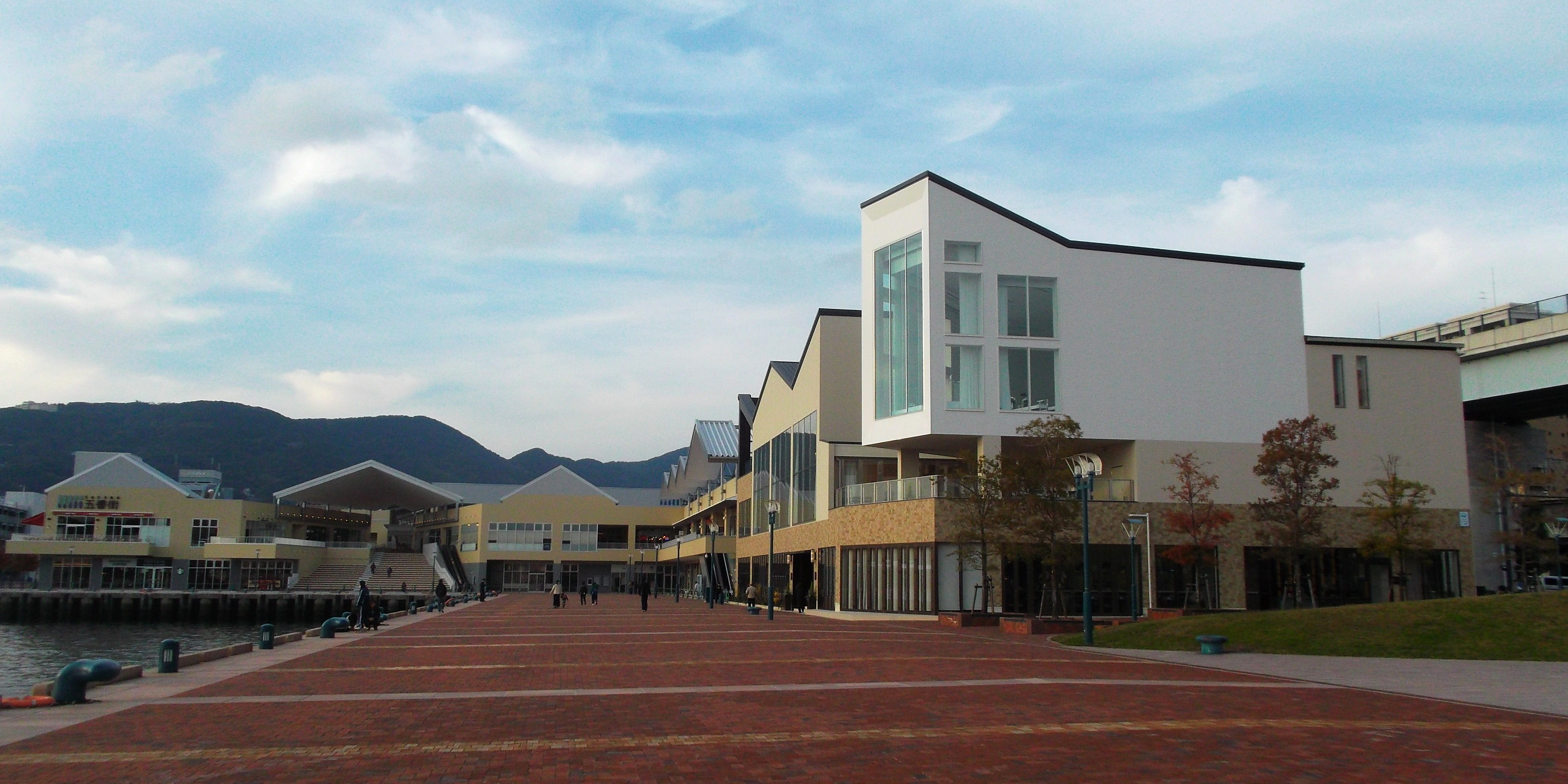
させぼ五番街（2013年11月撮影）

- 鯨瀬ターミナル

- 新みなとターミナル[6]

- させぼシーサイドパーク
- させぼ五番街
- 佐世保駅させぼ五番街（2013年11月撮影）
- 佐世保中央卸売市場
- 佐世保港国際ターミナルビル
- 海上自衛隊
  - 佐世保港務隊
  - 倉島庁舎
  - 倉島岸壁

- 佐世保海上保安部[7]

### 干尽・前畑・崎辺地区
- 前畑造船
- 米海運佐世保基地
  - 佐世保弾薬補給所(前畑弾薬庫)[8]
- 海上自衛隊
  - 基地業務隊
  - 佐世保警備隊
  - 弾薬整備補給所
- 陸上自衛隊崎辺分屯地

### 浦頭地区
- 浦頭埠頭クルーズターミナル[9][10]
- 埠頭国際ターミナル
- 佐世保クルーズセンター

### 横瀬・寄船地区[注釈 3]
- 米海軍
  - 横瀬貯油所[11]

### 浅子•相浦地区

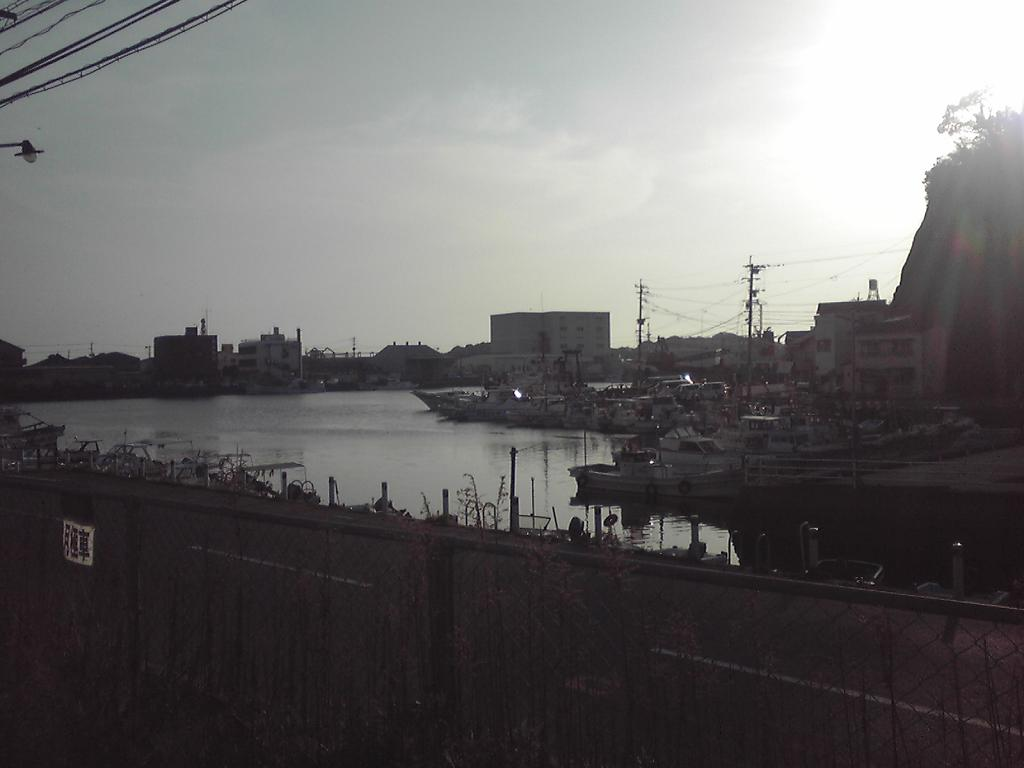
相浦駅前から望む相浦埠頭周辺

- 相浦駅前から望む相浦埠頭周辺浅子海水浴場
- 市営相浦桟橋待合所[12]
- 松浦鉄道相浦駅

### 大崎・下船越・鹿子前地区
- 陸上自衛隊 相浦駐屯地
- 九十九島パールシーリゾート
  - 海きらら
  - 九十九島遊覧船
  - 西海国立公園 久宿島ビジターセンター
- 九十九島動植物園森きらら
- 展海峰

### 庵ノ浦・本船・赤崎地区
- 庵崎貯油所[13]
- 赤崎貯油所[13]

## 航路

### 現在運航している航路
| 使用ターミナル                        | 運営会社     | 船種            | 航路                                                                   |
| ------------------------------------- | ------------ | --------------- | ---------------------------------------------------------------------- |
| 鯨瀬ターミナル                        | 九州商船     | 高速船 フェリー | 佐世保 - 宇久平(宇久島) - 小値賀(小値賀町) - 有川(新上五島町)          |
| 新みなとターミナル                    | 崎戸商船     | フェリー        | 佐世保 - 崎戸(西海市) - 江島(西海市) - 平島(西海市) - 友住(新上五島町) |
| 新みなとターミナル                    | 西海沿岸商船 | 高速船          | 佐世保 - 大島(西海市) - 松島(西海市) - 池島(長崎市)                    |
| 新みなとターミナル                    | 瀬川汽船     | 高速船          | 佐世保 - 横瀬西(西海市) - 小郡(西海市) - 畑下(西海市) - 川内(西海市)   |
| 新みなとターミナル 市営相浦桟橋待合所 | 津吉商船     | 高速船          | 佐世保 - 相浦 - 前津吉(平戸市)                                         |
| 市営相浦桟橋待合所                    | 黒島旅客船   | フェリー        | 相浦港 - 高島 - 黒島                                                   |

### 廃止または休止している航路
| 旧運営会社   | 航路                                   | 廃止・休止日  |
| ------------ | -------------------------------------- | ------------- |
| 五島産業汽船 | 佐世保 - 有川                          | 2018年10月2日 |
| 美咲海送     | 佐世保 - 有川 佐世保 - 宇久平 - 小値賀 | 2013年5月31日 |

## 歴史

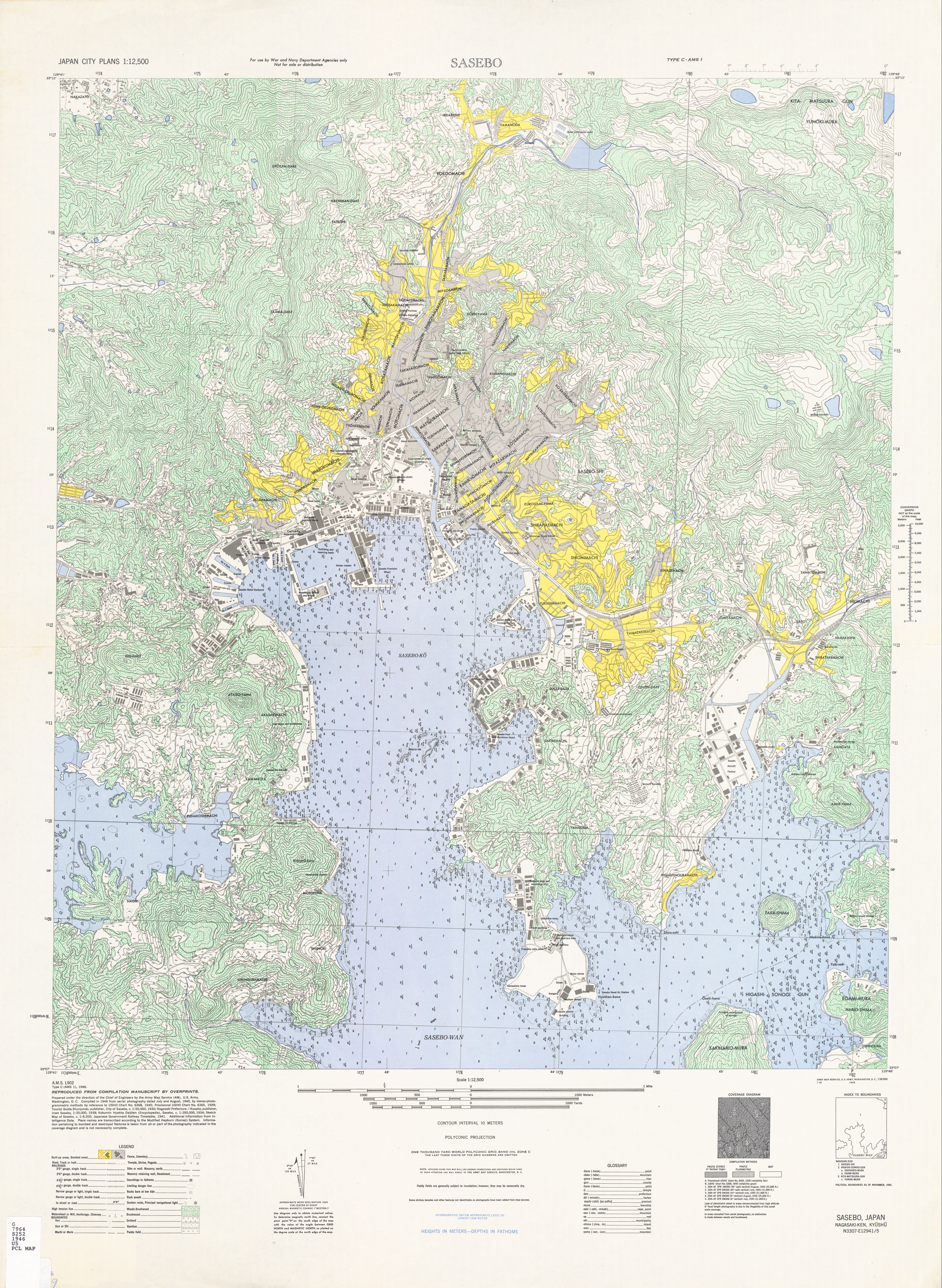
1946年の佐世保港と佐世保市街地（米軍作成地図）

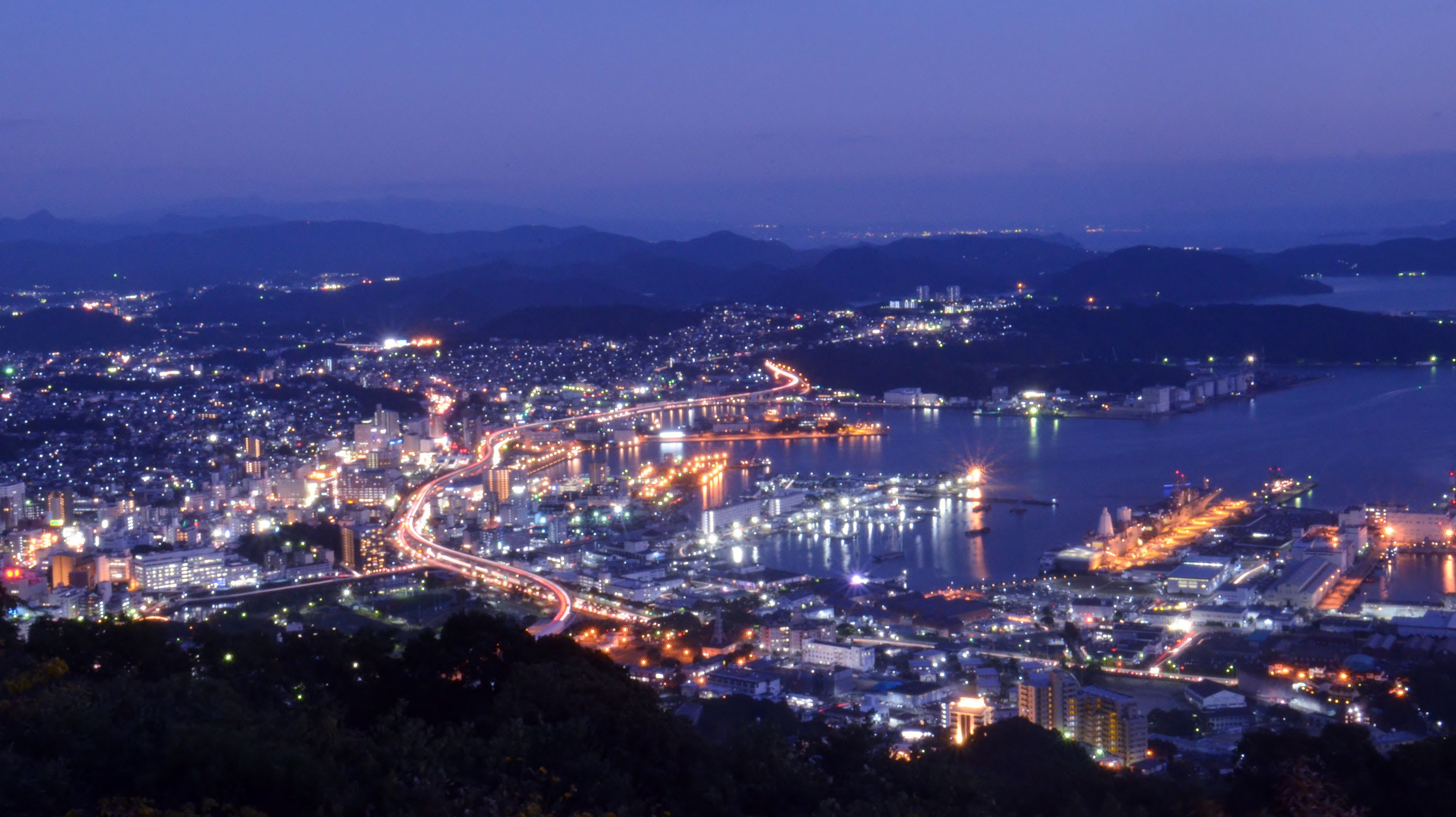
佐世保港の夜景（2017年12月撮影）

- 1562年（永禄5年） - 大村純忠が横瀬（現在の西海市、佐世保港口）を開港。ポルトガルとの南蛮貿易で栄えるが、2年後に家臣の謀反で交易の拠点が福田（現在の長崎市）に移る。
- 1883年（明治16年） - 海軍が佐世保湾内を測量。
- 1889年（明治22年） - 海軍佐世保鎮守府開庁。翌年、開庁式典を明治天皇臨席にて挙行。
- 1902年（明治35年） - 佐世保村が市制施行。
- 1945年（昭和20年） - 第二次世界大戦の終結後、アメリカ軍が進駐する。引揚港の一つに指定された[20]
- 1946年（昭和21年） - 旧海軍工廠の施設を受け継ぎ、佐世保船舶工業（SSK、現在の佐世保重工業）が設立される。
- 1948年（昭和23年）1月1日 - 関税法上の開港に指定される。
- 1950年（昭和25年） - 佐世保市で旧軍港市転換法にかかる住民投票が実施され、圧倒的多数の賛成を得るがその直後に朝鮮戦争が勃発、再び軍港としての使命が課せられることになった。
- 1951年（昭和26年） - 重要港湾に指定される。
- 1952年（昭和27年） - 佐世保市が港湾管理者となる。
- 1953年（昭和28年） - 海上自衛隊佐世保地方総監部が設置される。
- 1968年（昭和43年） - アメリカ海軍の原子力空母エンタープライズが入港。反対運動（佐世保エンタープライズ寄港阻止闘争）が起こる。
- 1989年（平成元年） - 鯨瀬ターミナルビル竣工。
- 2002年（平成14年） - 港内鹿子前地区で第22回全国豊かな海づくり大会の稚魚放流・漁船パレード行事が行われる。
- 2003年（平成15年） - 新みなとターミナル竣工。
- 2014年（平成26年）4月1日 - 大型客船専用岸壁・三浦岸壁の供用を開始[21]。
- 2017年（平成29年）1月31日‐ 官民連携による国際クルーズ拠点に選定[22]。

## 佐世保港の開発「ポートルネッサンス21計画」

### ポートルネッサンス21計画とは[23]
港湾の開発整備の拠点となる地区の整備を推進するため、港湾管理者が運輸省の指導・助言を得つつ、関係者の意見を聴いて総合的な地区整備のマスタープランとして基本計画を策定をしている。この計画のもとに、港湾整備事業、民間事業等を実施し、高度化し多様化する港湾への要請に対応した港湾の整備を推進することとしている。

### 佐世保における活用 三浦地区みなとまちづくり計画[24]
佐世保の海の玄関口としてふさわしい街づくりを目指し、周囲を山や海に囲まれ歴史や文化を感じられる地区整備を目標として行われており、多目的国際ターミナルの整備や鯨瀬ターミナルの再編計画など三浦地区の関連する事業とともに、佐世保らしい一体的なまちづくりを進めていた。

#### これまでの経緯
1989年（平成元年）ー鯨瀬ターミナル完成
1992年（平成3年） ー佐世保シーサイドパーク完成
2002年（平成14年）ー全国豊かな海づくり大会開催
2003年（平成15年）ー新みなとターミナル完成
2013年（平成25年）ーさせぼ五番街開業
2014年（平成26年）ー三浦岸壁暫定供用開始（国際クルーズ船初寄港）
2015年（平成26年）ー佐世保国際ターミナルビル共用開始

## 佐世保港の港勢

### 佐世保港入港船舶[25]
| 年次       | 総数(隻) | 内航船(隻) | 外航船(隻) |
| ---------- | -------- | ---------- | ---------- |
| 平成28年度 | 20,510   | 20,380     | 121        |
| 平成29年度 | 19,994   | 19,850     | 144        |
| 平成30年度 | 19,103   | 18,927     | 176        |
| 令和元年度 | 17,751   | 17,610     | 141        |
| 令和2年度  | 17,579   | 17,509     | 70         |

### 佐世保港移入貨物推移[26]
| 年次       | 総数(t)   |
| ---------- | --------- |
| 平成28年度 | 1,061,204 |
| 平成29年度 | 995,514   |
| 平成30年度 | 911,637   |
| 令和元年度 | 1,005,001 |
| 令和2年度  | 955,188   |

## 名所など
- 九十九島